# Atlantis (serie televisiva)
Atlantis è una serie televisiva britannica in onda dal 28 settembre 2013 su BBC One. La seconda stagione è cominciata invece il 15 novembre 2014. Di genere fantastico, la serie è vagamente basata su alcuni miti greci.
In Italia è stata trasmessa su Rai 4 a partire dal 12 aprile 2015.
Il 23 gennaio 2015, un portavoce della BBC ha confermato la cancellazione della serie TV, che non sarà rinnovata per una terza stagione. Nel comunicato, è stata confermata la messa in onda degli ultimi 7 episodi rimanenti della seconda stagione in primavera, a partire dall'11 aprile 2015, sempre su BBC One.

## Trama
Ai giorni nostri, Giasone pilota un sottomarino monoposto per indagare su un disturbo del mare profondo che ha provocato la scomparsa di suo padre quando era bambino. Quando scopre la posizione, il sottomarino inizia a fallire e viene trascinato nella luce bianca. Si risveglia sulle rive del regno di Atlantide, governato dal tradizionalista re Minosse e dalla sua moglie manipolatrice e assetata di potere, la regina Pasifae.
Per una serie di circostanze, gli viene dato rifugio da una coppia di gente del posto sfortunata e in gran parte disoccupata: Pitagora, un giovane intellettuale a cui piacciono i bellissimi triangoli, e il paffuto ed ex combattente Ercole, un romantico senza speranza che trascorre la maggior parte del suo tempo in taverne che bevono e giocano d'azzardo. I tre incontrano mostri, dei e semidei, mentre vivono i miti greci e combattono per fare il bene e proteggere gli innocenti. Lungo la strada incontrano alcuni alleati tra cui Medusa, una cameriera del palazzo; Arianna, figlia del Re ed erede al trono; e un misterioso Oracolo, che non sembra sorpreso dall'arrivo di Giasone. L'Oracolo prevede che Giasone avrà in serbo un destino che cambierà il mondo se rimarrà sulla strada giusta.

## Episodi
| Stagione         | Episodi | Prima TV UK | Prima TV Italia |
| ---------------- | ------- | ----------- | --------------- |
| Prima stagione   | 13      | 2013        | 2015            |
| Seconda stagione | 13      | 2014-2015   | 2016            |

## Personaggi e interpreti

### Personaggi principali
- Giasone (stagioni 1-2), interpretato da Jack Donnelly, doppiato da Marco Vivio. Protagonista della serie, proviene dal nostro tempo, ma dopo un incidente in batiscafo finisce nella città perduta di Atlantide alla ricerca delle sue origini. I suoi compagni d'avventura sono Pitagora ed Ercole. È innamorato della principessa Arianna.
- Pitagora (stagioni 1-2), interpretato da Robert Emms, doppiato da Davide Perino. Il mitico matematico che formulò il famoso teorema, accompagna Giasone nelle sue avventure. Ha un fratello. Da piccolo ha ucciso il padre per salvare la madre.
- Ercole (stagioni 1-2), interpretato da Mark Addy, doppiato da Pasquale Anselmo. Il valoroso eroe greco, nella serie viene mostrato come un uomo in carne fortemente interessato alle donne. È innamorato di Medusa.
- Arianna (stagioni 1-2), interpretata da Aiysha Hart, doppiata da Valentina Favazza. Principessa di Atlantide, è innamorata di Giasone, ma promessa in sposa a un servo di Poseidone. Si scontra con la matrigna poiché conosce il suo lato oscuro.
- Pasifae (stagioni 1-2), interpretata da Sarah Parish, doppiata da Alessandra Korompay. È la malvagia regina di Atlantide, cospira per spodestare suo marito dal trono e prendere tutto il potere per sé. In realtà la donna è la madre di Giasone.
- Medusa (stagioni 1-2), interpretata da Jemima Rooper, doppiata da Gemma Donati. Bella donna, serva al palazzo. Fin da subito si viene a sapere che sarà maledetta, infatti dopo aver dato un breve sguardo allo scrigno di Pandora si trasforma in una creatura con i serpenti al posto dei capelli, capace di pietrificare ogni persona il cui sguardo incrocia il suo.
- Oracolo (stagioni 1-2), interpretata da Juliet Stevenson, doppiata da Ludovica Modugno. È una donna, amica di Giasone, che vede il fato delle persone. In Giasone legge il suo grande destino.

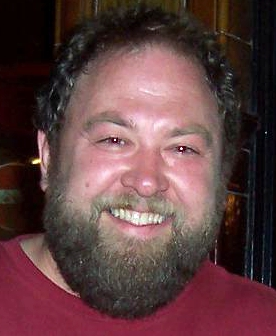
Mark Addy interpreta Ercole
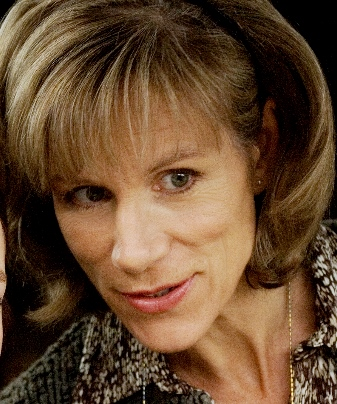
Juliet Stevenson interpreta l'Oracolo

### Personaggi ricorrenti
- Re Minosse (stagione 1-2), interpretato da Alexander Siddig, doppiato da Roberto Pedicini. È il re di Atlantide, non è a conoscenza del fatto che la sua amata moglie non lo ama e che mira a distruggerlo.
- Heptarian (stagione 1), interpretato da Oliver Walker, doppiato da Stefano Crescentini. Spietato guerriero, considerato da tutti il combattente più forte di Atlantide, apparentemente sembra fedele al re, ma in realtà cospira alle sue spalle insieme a Pasifae.
- Melas (stagioni 1-2), interpretato da Ken Bones, doppiato da Michele Kalamera. È un sacerdote del tempio di Poseidone.
- Ramos (stagione 1), interpretato da Joe Dixon, doppiato da Paolo Marchese. È il capo delle guardie del palazzo del re, nonché suo fedele suddito.
- Aesone (stagioni 1-2), interpretato da John Hannah, doppiato da Roberto Chevalier. È un lebbroso, padre di Giasone, un tempo era innamorato di Pasiafae e insieme governavano Atlantide ma quando vide che il suo cuore stava divenendo malvagio lasciò la città insieme a Giasone ancora in fasce.
- Medea (stagione 2), interpretata da Amy Manson, doppiata da Letizia Scifoni. È un'alleata di Pasifae, praticante della magia. Appena inizierà a provare dei sentimenti per Giasone.
- Dion (stagione 2), interpretato da Vincent Regan, doppiato da Fabrizio Pucci. È il comandante delle guardie del palazzo della principessa Arianna.
- Telemone (stagione 2), interpretato da Clive Standen, doppiato da Francesco Bulckaen. È un principe guerriero, lavora per Pasifae ma nonostante tutto ha un animo nobile.

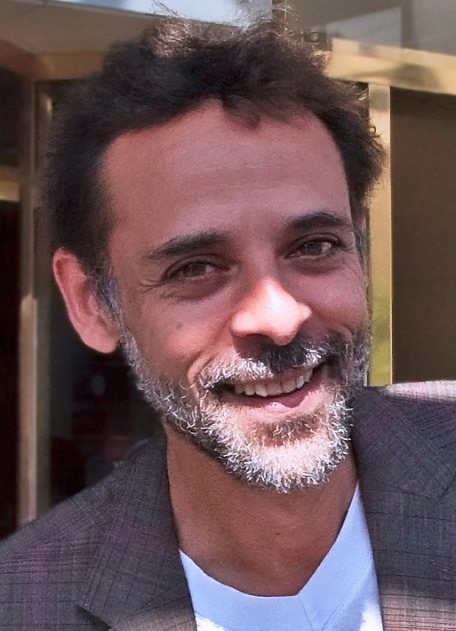
Alexander Siddig interpreta il re Minosse
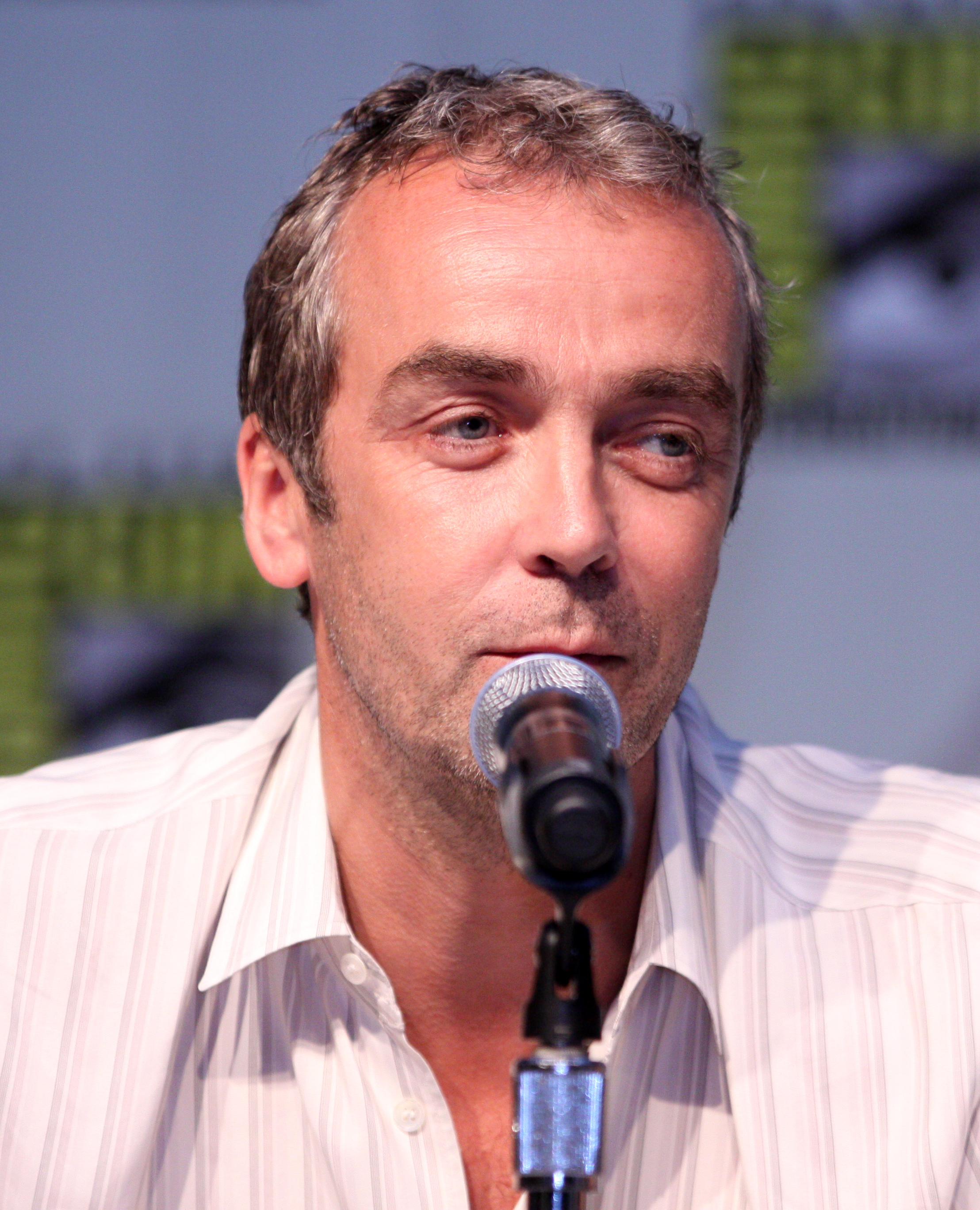
John Hannah interpreta Aesone
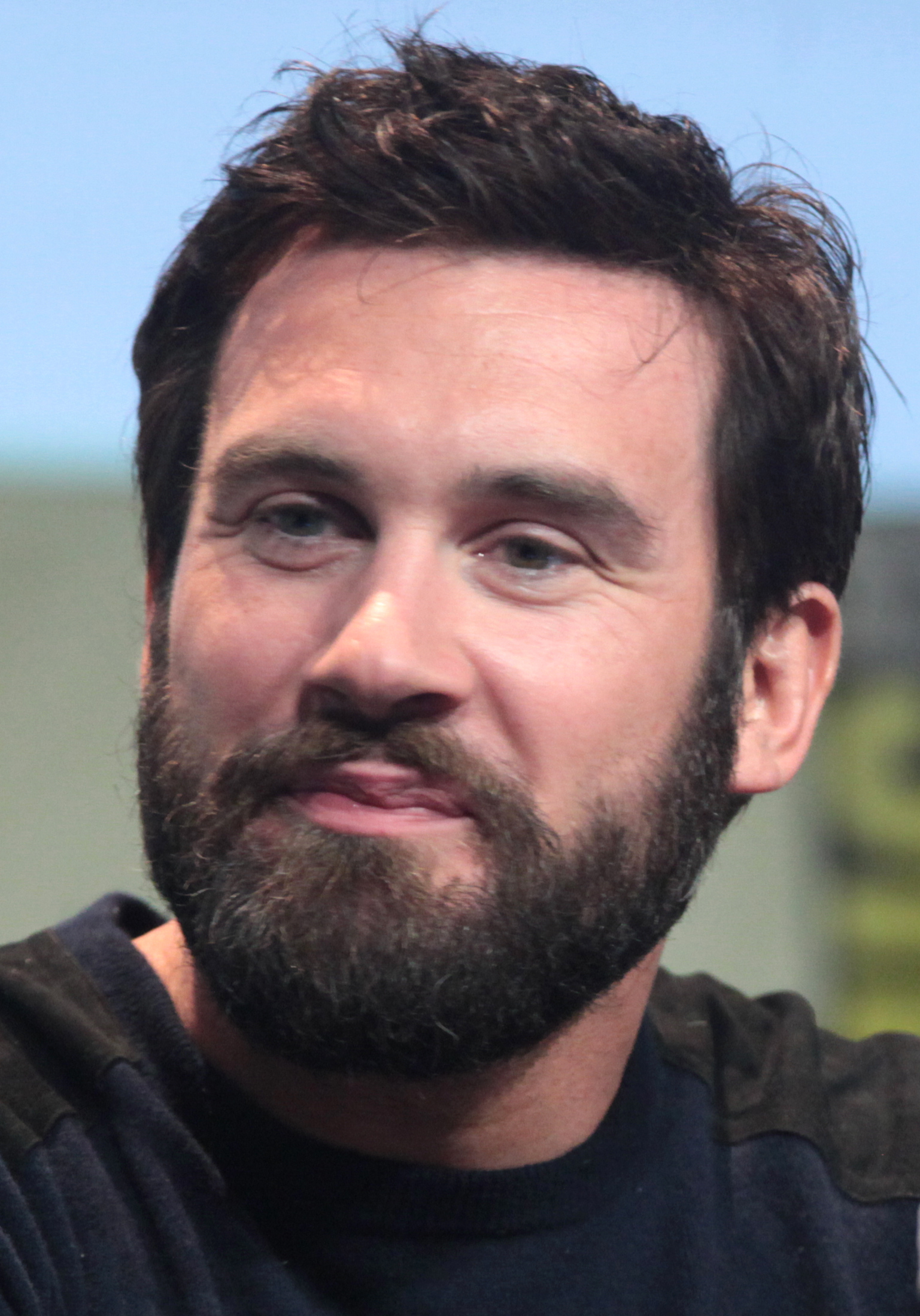
Clive Standen interpreta Telemone

## Produzione
La serie è girata in Galles e Marocco.